# Victim Of Love
|  | Denne artikel er oprettet af botten Steenthbot ud fra en ekstern database. Den kan derfor have sproglige fejl eller mangler. Denne skabelon kan fjernes efter kontrol af indholdet. |

Victim Of Love er en dansk spillefilm fra 2019 instrueret af Jesper Isaksen.

## Handling
Charly leder efter sin amerikanske kæreste, Amy, som er forsvundet under mystiske omstændigheder på en fælles ferie på et hotel i København. Tre måneder senere er Charly tjekket ind på hotellet igen for at løse mysteriet om hendes mystiske forsvinding én gang for alle. Hans efterforskning afspores dog hurtigt af den punkede og flirtende receptionist, Felicija, og hans egen svigtende dømmekraft, der leder ham ind i et fantasmagorisk mareridt.

## Medvirkende
- Rudi Køhnke, Charly
- Siff Andersson, Felicija
- Louise Cho, Amy
- Paw Terndrup, Frederik
- Sabrina Ferguen, Chloe
- Jens Blegaa, Ludwig